# Aerocam
 (juillet 2025).
Motif : Où sont les sources permettant de démontrer l'admissibilité de cette entreprise sur Wikipédia ?
- Archive Wikiwix
- Bing
- Cairn
- DuckDuckGo
- E. Universalis
- Gallica
- Google
- G. Books
- G. News
- G. Scholar
- Persée
- Qwant
- (zh) Baidu
- (ru) Yandex
- (wd) trouver des œuvres sur Wikidata

| 1. | Préciser le motif de la pose du bandeau. | Précisez le motif de la pose du bandeau en utilisant la syntaxe suivante : {{admissibilité à vérifier\|date=juillet 2025\|motif=remplacez ce texte par le motif}}            |
| 2. | Informer les utilisateurs concernés.     | Pensez à avertir le créateur de l'article, par exemple, en insérant le code ci-dessous sur sa page de discussion : {{subst:avertissement admissibilité à vérifier\|Aerocam}} |

Ne doit pas être confondu avec Aérocam.
Aerocam est une entreprise sud-africaine installée à Centurion, Pretoria. Elle est spécialisée dans la réalisation de structures en matériaux composites pour l'industrie aéronautique, mais elle est surtout connue pour ses réalisations dans le domaine des drones.
C'est aussi un sous-traitant pour plusieurs constructeurs, réalisant en particulier des cargo-packs pour le Beech King Air 200. Aerocam effectue également l'assemblage d'avions vendus en kit, comme les Thunder Mustang (en) et Sea Wind. Quelques appareils originaux ont également été développés chez Aerocam, comme le planeur de voltige Celstar GA-1 (en) et le monoplace de voltige Slick 360.